# Болота Савуті
Болота Савуті — заповідник, який входить до складу  національного парку Чобе, має велику різноманітність живої природи, представленої на африканському континенті. Знаходиться на західній ділянці національного парку Чобе.

## Опис
Територія безпосередньо заповідника Савуті — пустельний ландшафт, раніше тут знаходилося велике озеро, яке поступово перетворилося на болото. Нині болото живиться нестійким каналом Савуті, який висихає впродовж тривалого часу, але потім знову тече. Але незважаючи на цей сумовитий на вигляд пейзаж, місцевість може похвалитися однією з найвищих концентрацій дикої природи Африки.
У сухі сезони, туристи, що виїжджають на сафарі, часто бачать бородавочників, куду, імпал, зебр, антилоп гну і слонів. У сезон дощів спостерігається близько 450 видів птахів, а також леви, гієни, гепарди.

## Ресурси Інтернету
- Савуті заповідник
- content&view=article&id=357: 2011-11-28-13-57-24&catid=34 : demo-articles Ботсвана — екскурсії і пам'ятки[недоступне посилання з червня 2019]
- Ботсвана: Savuti & Linyanti
- Chobe National Park (англ.)